# Pedreira (São Paulo)
Pedreira is een gemeente in de Braziliaanse deelstaat São Paulo. De gemeente telt 40.752 inwoners (schatting 2009).

## Aangrenzende gemeenten
De gemeente grenst aan Amparo, Campinas, Jaguariúna, Morungaba en Santo Antônio de Posse.